# Clemensiella
Clemensiella là chi thực vật có hoa trong họ Apocynaceae.